# André da Áustria
André da Áustria (Castelo de Breznice, 15 de junho de 1558 - Roma, 12 de novembro de 1600) foi um cardeal do século XVII

## Biografia
Nasceu em Castelo de Breznice em 15 de junho de 1558. Filho do arquiduque Fernando da Áustria, regente no Tirol, e de sua morganática e secreta esposa Philippine Welser. Sobrinho dos imperadores Carlos V e Fernando I. Markgraf de Burgau. Ele teve dois filhos ilegítimos, Hans Georg Degli Albizzi e Susanna Degli Albizzi, nascidos em 1583 e 1584, respectivamente. Primo do cardeal Alberto VII da Áustria (1577).
Estudou letras e latim, italiano, espanhol e francês..
Criado cardeal diácono no consistório de 19 de novembro de 1576, com dispensa por ainda não ter atingido a idade canônica; recebeu o gorro vermelho e a diaconia de S. Maria Nuova, em 11 de dezembro de 1577. Passou dois anos em Roma e depois foi nomeado protetor do Império e governador do Tirol e da Alsácia..
Eleito bispo coadjutor, com direito sucessório, de Brixen, em 15 de junho de 1580; por ainda não ter completado 26 anos, foi nomeado administrador e, posteriormente, titular. Legado a latere em Colônia em 1582 para afugentar Gerhard Truchesses, arcebispo e eleitor, que se tornara luterano; este último foi expulso em 1º de abril de 1583. Participou do conclave de 1585, no qual foi eleito o Papa Sisto V. Abade commendatario de Murbach-Luders em Elsaß, 1587. Transferido para a sede de Konstanz, mantendo a coadjutura de Brixen, 31 de julho de 1589; ocupou a Sé até à sua morte. Consagrado, 8 de janeiro de 1590 (sem mais informações encontradas). Não participou do Conclave de setembro de 1590, que elegeu o Papa Urbano VII. Participou do Conclave do outono de 1590, que elegeu o Papa Gregório XIV; como cardeal protodiácono, coroou o novo papa em 8 de dezembro de 1590. Nomeou-o legado para toda a Alemanha. Participou do conclave de 1591, que elegeu o Papa Inocêncio IX; como cardeal protodiácono, coroou o novo papa em 3 de novembro de 1591. Sucedeu à sé de Brixen em 1591 e ocupou-a até sua morte. Participou do conclave de 1592, que elegeu o Papa Clemente VIII. O rei Felipe II da Espanha nomeou-o governador interino de Flandres no lugar do arquiduque Albrecht da Áustria, de setembro de 1598 a agosto de 1599. Para o Jubileu de 1600, ele viajou para Roma e vestido como um pobre peregrino, a pé e em jejum, e visitou o basílicas da cidade; foi reconhecido pelo Cardeal Cinzio Aldobrandini, que o apresentou ao Papa Clemente VIII, que por sua vez o abraçou e o recebeu com grande alegria; mais tarde foi a Nápoles para venerar o sangue de S. Gennaro e ao retornar a Roma, adoeceu no Vaticano e morreu..
Morreu em Roma em 12 de novembro de 1600, de febre aguda, no Palácio Apostólico. Enterrado na igreja nacional alemã de S. Maria dell'Anima, Roma (2) ; e seus intestinos (entranhas?) foram enterrados em frente ao altar-mor da igreja de S. Maria del Campo Santo Teutônico, no Vaticano.